# فريق بي3
فريق بي3 للاستعراض الجوي، (بالإنجليزية: P3 Flyers)‏. هم فريق طيران مدني يقدمون عروض جوية على طائرة Pilatus P-3 في أوروبا.